# SN 1971D
SN 1971D – niepotwierdzona supernowa odkryta 24 lutego 1971 roku w galaktyce NGC 5861. W momencie odkrycia miała maksymalną jasność 15,50m.